# Decauville-Bahn der Ausstellung in Hanoi (1887)
| Decauville-Lokomotive Amiral Courbet, Werks-Nr. 40/1885 |                     |                                      |                                      |
| Die Gleisanlagen auf dem Ausstellungsgelände (gelb markiert) |                     |                                      |                                      |
| Streckenlänge: | 1,650 km            |                                      |                                      |
| Spurweite: | 600 mm (Schmalspur) |                                      |                                      |
| |                     |                                      |                                      |
| \| \| \| Südosttor der Zitadelle \| \| \| \| \| \| \| \| \| \| Lokschuppen und Abstellgleis \| \| \| \| \| Eiffel-Brücke \| \| \| \| \| Ausstellungsgelände Camp des lettrés \| \| |                     |                                      |                                      |
| Haltepunkt / Haltestelle Streckenanfang (Strecke außer Betrieb) |                     | Südosttor der Zitadelle              | Südosttor der Zitadelle              |
| Strecke (außer Betrieb) |                     |                                      |                                      |
| Betriebsstelle Streckenanfang und quer (Strecke außer Betrieb) · Abzweig geradeaus und von rechts (Strecke außer Betrieb)                                                          |                     | Lokschuppen und Abstellgleis         | Lokschuppen und Abstellgleis         |
| Strecke mit Straßenbrücke (Strecke außer Betrieb) |                     | Eiffel-Brücke                        | Eiffel-Brücke                        |
| Haltepunkt / Haltestelle Streckenende (Strecke außer Betrieb) |                     | Ausstellungsgelände Camp des lettrés | Ausstellungsgelände Camp des lettrés |

Die Decauville-Bahn der Ausstellung in Hanoi 1887 war eine vom 15. März bis 15. April 1887 mit einer Dampflokomotive betriebene, 1650 Meter lange Feldbahn mit 600-mm-Spurweite in Tonkin, dem heutigen Vietnam.

## Geschichte
Die zweimonatige Ausstellung wurde durch den Vizekönig von Tonkin (Kinh lược sứ Bắc Kỳ) Hoàng Cao Khải ermöglicht, der den Organisatoren seinen neuen, von den Franzosen erbauten, Palast zur Verfügung stellte. Es scheint, dass er später viele der Ausstellungsstücke in der Absicht kaufte, sie dem Kaiser zu schenken.
Die Ausstellung fand auf dem Camp des Lettrés (dem heutigen Standort der Nationalbibliothek in Phố Tràng Thi) statt, und die Eisenbahnlinie brachte die Passagiere zum und vom Südosttor der Zitadelle. Nach dem Ende der Ausstellung wurde das rollende Material und die Ausrüstung von Decauville an das Protektorat von Tonkin verkauft und 1889 an die Phủ Lạng Thương to Lạng Sơn Eisenbahn übergeben.

## Streckenverlauf
Die mit einer Dampflokomotive betriebene Schmalspurbahn-Strecke begann im westlichen Teil des Ausstellungsgeländes auf dem Camp des lettrés.
Der Bahnhof befand sich zwischen den Ausstellungsgebäuden für die Schönen Künste (Beaux Arts) und das Bildungswesen (Enseignement). Von dort passierte er die Druckerei (Imprimierie) und unterquerte eine von Gustave Eiffel in Leichtbauweise konstruierte Fußgängerbrücke. Unter der Brücke befand sich eine Weiche zum Lokschuppen (Gare du chemin de fer Decauville).

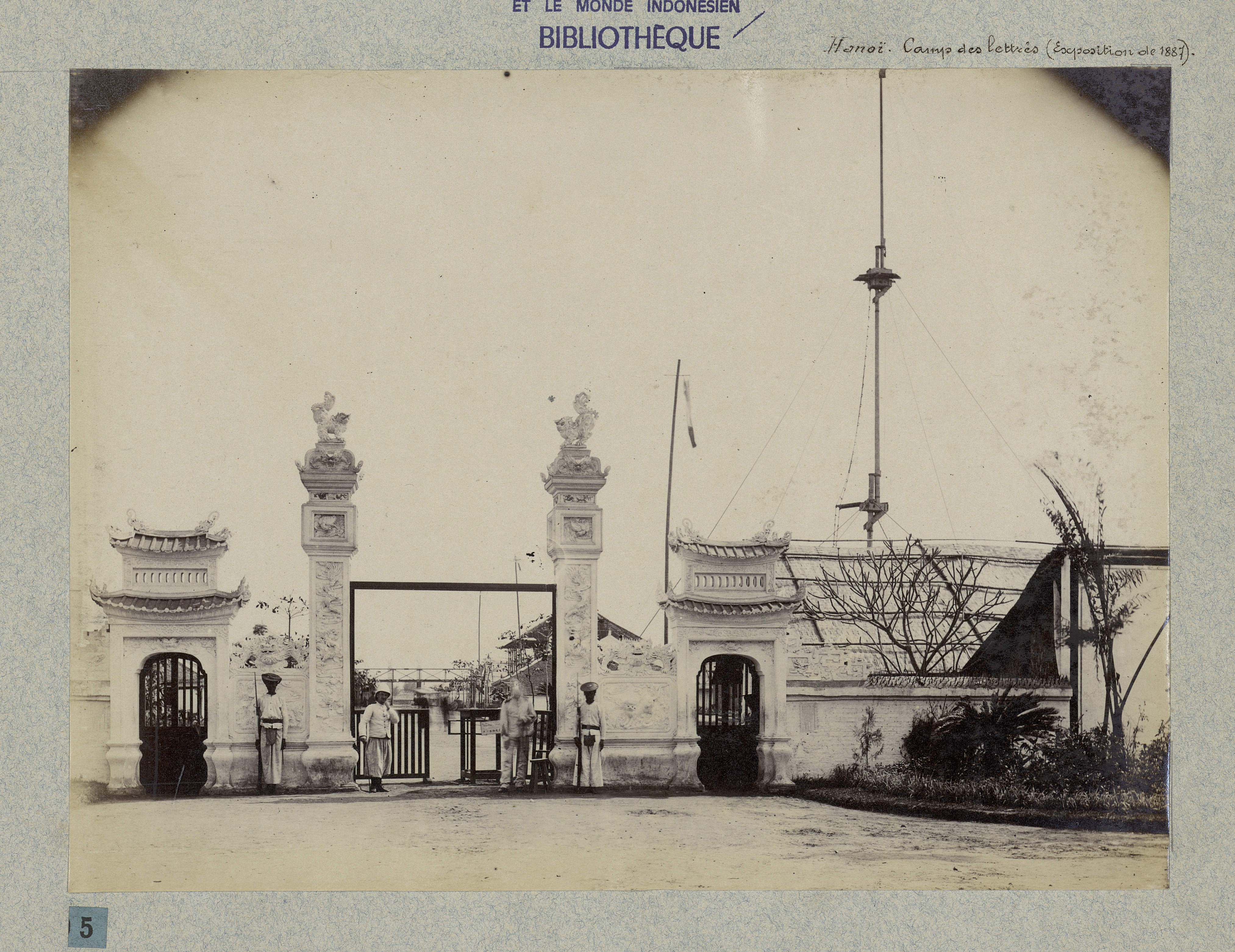
Camp des lettrés, im Hintergrund die Eiffel-Brücke[Anm. 4]
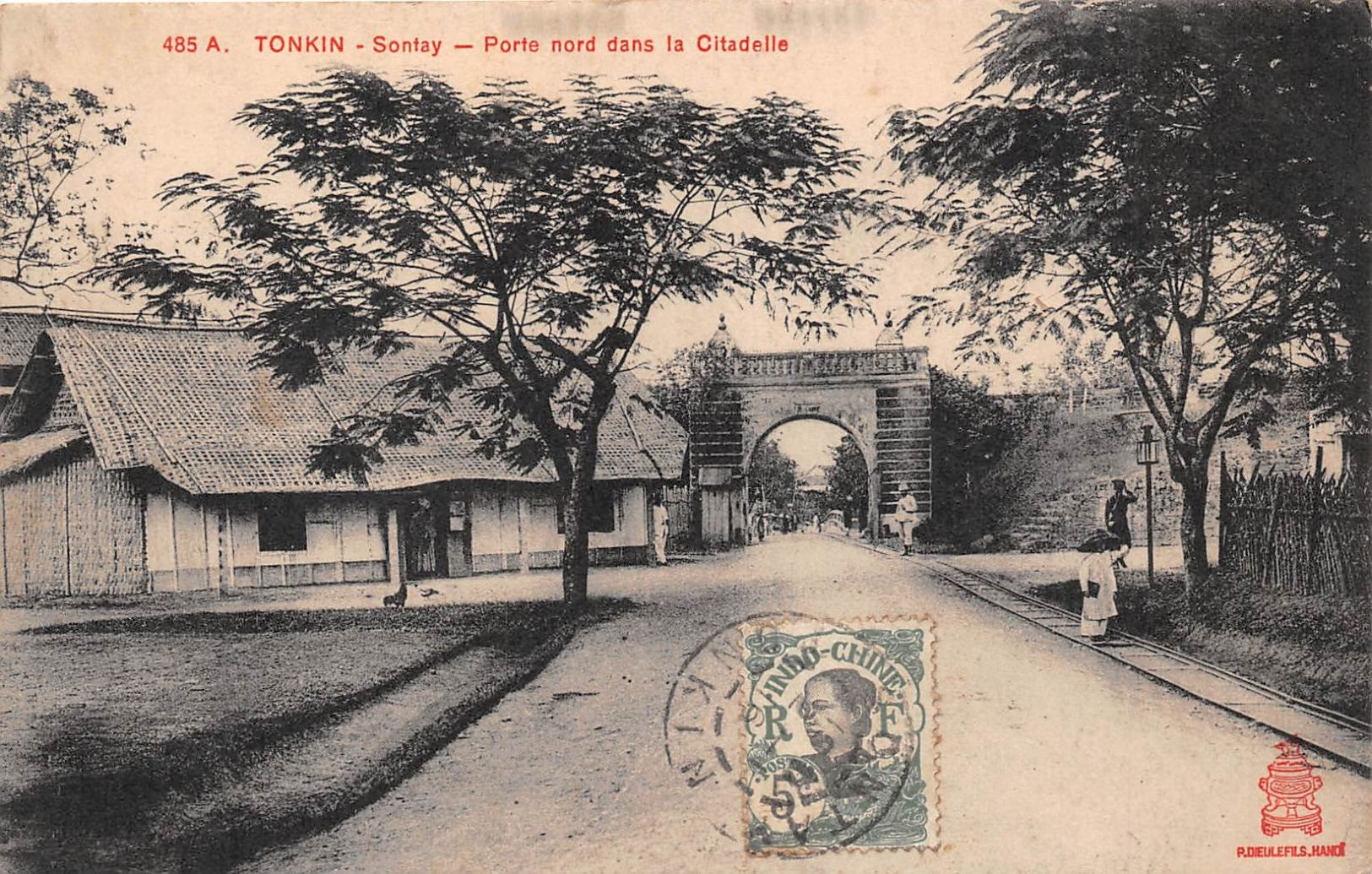
Tragbare Gleisjoche am Nordportal der Zitadelle
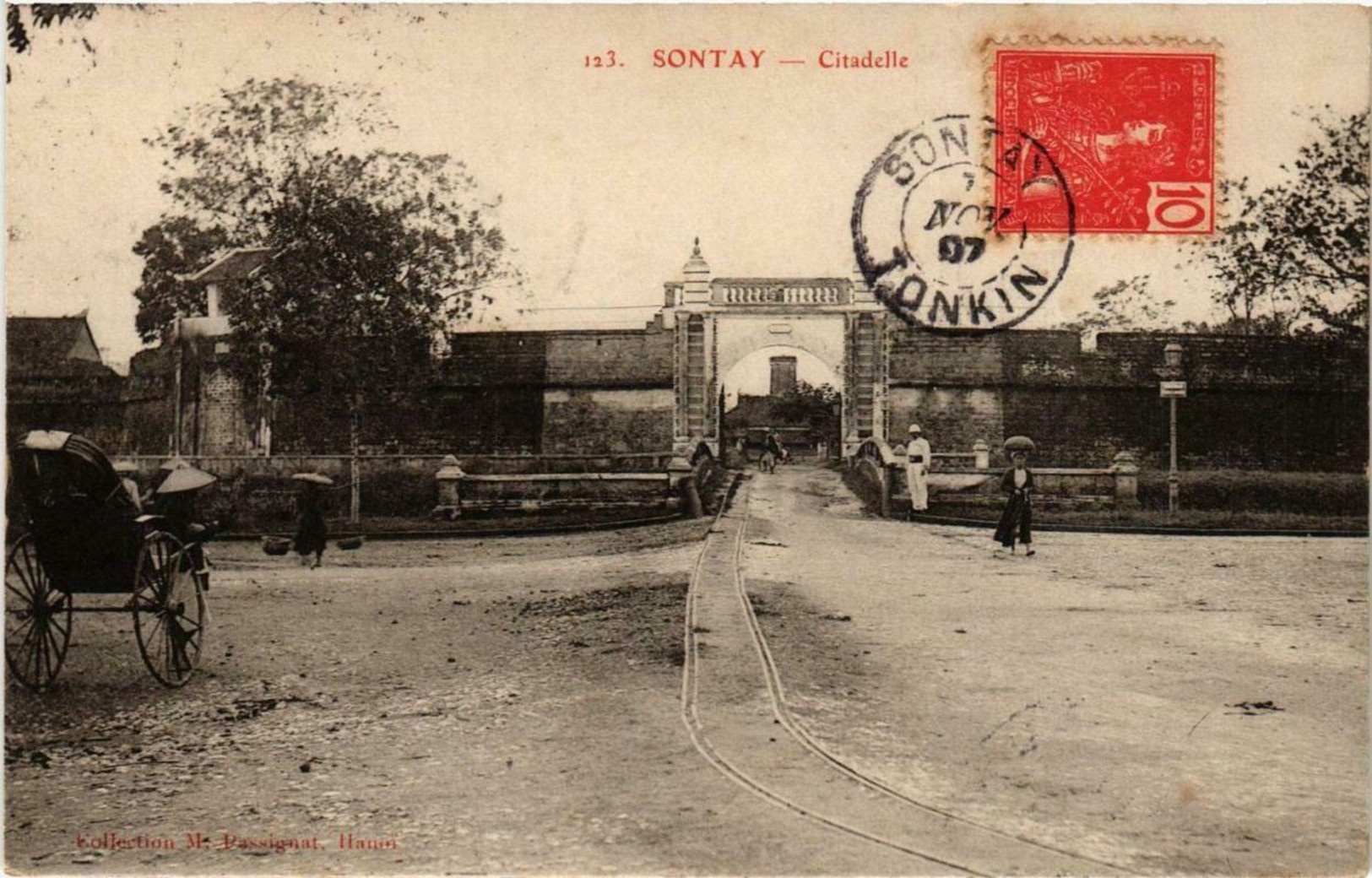
Straßenbahnschienen in der Zitadelle (Sơn Tây)
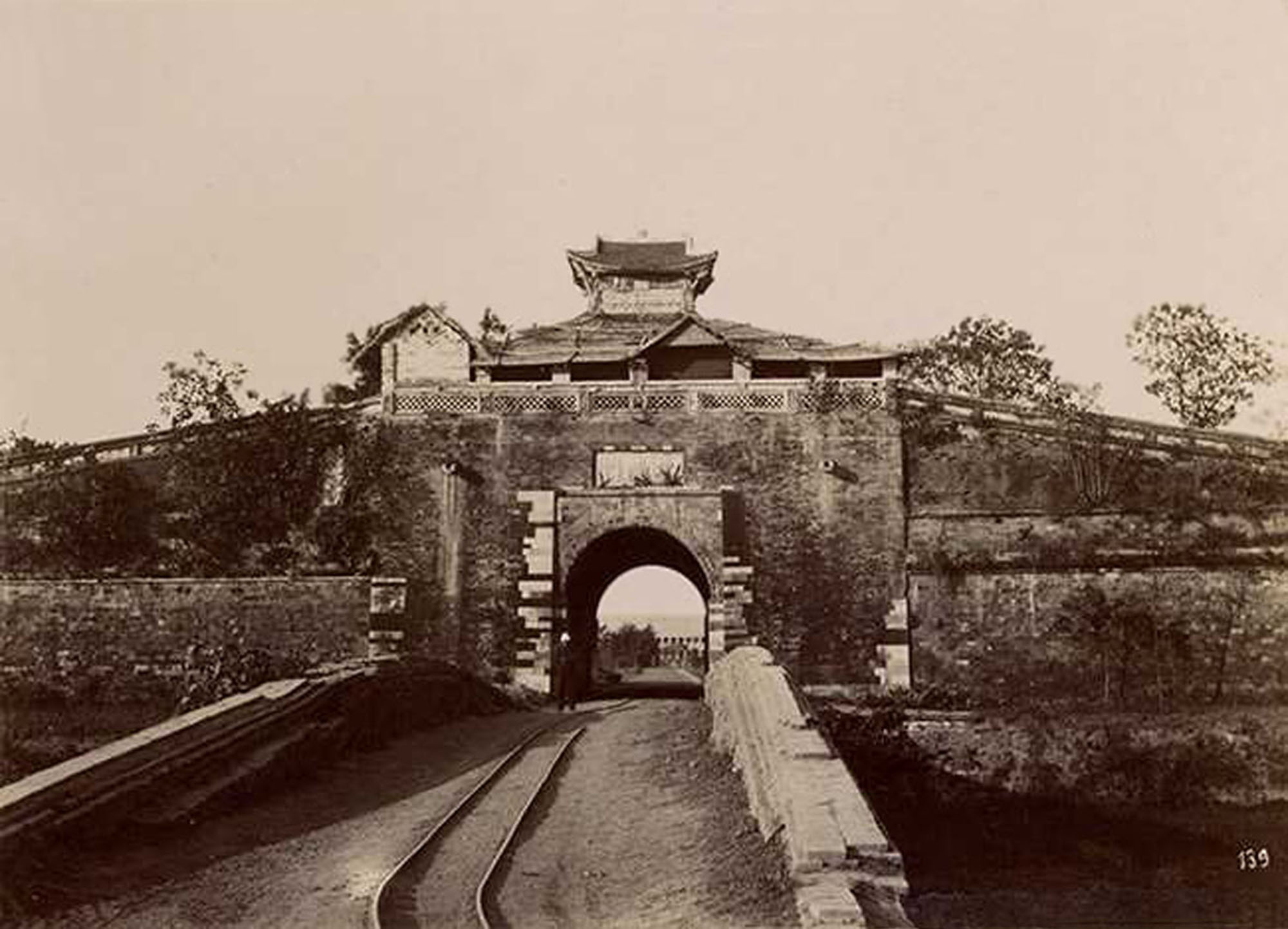
Ostportal der Zitadelle

## Lokomotive
- Decauville-Lokomotive Amiral Courbet, Werks-Nr. 40/1885, B n2t, 600 mm, 5 t